# Dani Castellano
Daniel Castellano Betancor (2 de noviembre de 1987, Las Palmas de Gran Canaria, España), conocido como Dani Castellano, es un jugador de fútbol español que juega de defensa en la U. D. Tamaraceite de la Tercera Federación.

## Trayectoria
Dani empezó en el fútbol, con su hermano gemelo, Javi, en las categorías inferiores de la U. D. Las Palmas, hasta alcanzar el filial de 3.ª división. En la temporada 2007-2008 llegó a debutar con el primer equipo, disputando 14 minutos del encuentro correspondiente a la Copa del Rey, frente al Villarreal C. F. (2-1), y otros 71 minutos en Liga, ante el Polideportivo Ejido (3-1). A mitad de esa misma temporada fue fichado por 30 000€ junto a su hermano, por el R. C. D. Mallorca, pasando a jugar en el R. C. D. Mallorca "B".
En las siguientes temporadas alternó el filial mallorquín con cesiones en diferentes equipos de segunda y segunda B como el Deportivo Alavés o el S. D. Ceuta. Al terminar la temporada 2010-11 rescindió su contrato con el Mallorca, para volver, junto a su hermano, a la U. D. Las Palmas. En 2014, tras la decepción del no ascenso a Primera, renovó su contrato hasta 2017.
En la temporada 2014-15 fue partícipe del ascenso a la máxima categoría, siendo habitual en las alineaciones en los dos años siguientes en dicha categoría. En junio de 2017 renovó su contrato por tres temporadas más.
Se mantuvo durante diez años en el conjunto canario, marchándose en julio de 2021 al Atromitos de Atenas. Tras finalizar la temporada no renueva con el club griego y queda libre hasta febrero de 2023, cuando ficha por la U. D. Tamaraceite de la Tercera Federación.

## Clubes
Actualizado al último partido jugado el 6 de marzo de 2022.
| Club                  | País   | Temporada | Competición        | Part. | Goles |
| --------------------- | ------ | --------- | ------------------ | ----- | ----- |
| Las Palmas Atlético   | España | 2006-07   | Tercera División   | -     | -     |
| U. D. Las Palmas      | España | 2007-08   | Segunda División   | 1     | 0     |
| R. C. D. Mallorca "B" | España | 2007-08   | Tercera División   | -     | -     |
| Deportivo Alavés      | España | 2008-09   | Segunda División   | 7     | 0     |
| R. C. D. Mallorca "B" | España | 2009-10   | Segunda División B | 27    | 4     |
| R. C. D. Mallorca "B" | España | 2010-11   | Segunda División B | 19    | 1     |
| A. D. Ceuta           | España | 2010-11   | Segunda División B | 14    | 3     |
| U. D. Las Palmas      | España | 2011-12   | Segunda División   | 13    | 0     |
| U. D. Las Palmas      | España | 2012-13   | Segunda División   | 32    | 0     |
| U. D. Las Palmas      | España | 2013-14   | Segunda División   | 15    | 0     |
| U. D. Las Palmas      | España | 2014-15   | Segunda División   | 12    | 0     |
| U. D. Las Palmas      | España | 2015-16   | Primera División   | 27    | 0     |
| U. D. Las Palmas      | España | 2015-16   | Copa del Rey       | 5     | 0     |
| U. D. Las Palmas      | España | 2016-17   | Primera División   | 27    | 0     |
| U. D. Las Palmas      | España | 2016-17   | Copa del Rey       | 2     | 0     |
| U. D. Las Palmas      | España | 2017-18   | Primera División   | 24    | 0     |
| U. D. Las Palmas      | España | 2017-18   | Copa del Rey       | 2     | 0     |
| U. D. Las Palmas      | España | 2018-19   | Segunda División   | 21    | 0     |
| U. D. Las Palmas      | España | 2018-19   | Copa del Rey       | 1     | 0     |
| U. D. Las Palmas      | España | 2019-20   | Segunda División   | 9     | 0     |
| U. D. Las Palmas      | España | 2020-21   | Segunda División   | 22    | 0     |
| U. D. Las Palmas      | España | 2020-21   | Copa del Rey       | 1     | 0     |
| Atromitos de Atenas   | Grecia | 2021-22   | Superliga griega   | 31    | 0     |
| U. D. Tamaraceite     | España | 2022-23   | Tercera Federación |       |       |